# ウィートランド (ワイオミング州)
ウィートランド（Wheatland）は、アメリカ合衆国ワイオミング州プラット郡の町、同郡の郡庁所在地。2000年現在の国勢調査では3,548人が住んでいる。

## 地理
アメリカ合衆国統計局によると、この町は総面積11.0 km2 (4.2 mi2) である。そのうち陸地が全域を占めており、水面積はない。

## 人口動静
2000年現在の国勢調査で、この町には3,548人、1,539世帯、及び980家族が暮らしている。人口密度は323.1/km2 (837.6/mi2) で、160.6/km2 (416.4/mi2) の平均的な密度に1,764軒の住居が建っている。町内の人種構成は白人96.00%、アフリカン・アメリカン0.31%、先住民0.68%、アジア系0.34%、その他の人種1.89%、及び混血0.79%で、人口の6.54%がヒスパニックまたはラテン系である。
1,539世帯のうち、27.0%は18歳未満の子供と暮らしており、52.7%は夫婦で生活している。7.9%は未婚の女性が世帯主であり、36.3%は家族以外の住人と同居している。32.2%は独身の居住者が住んでおり、16.8%は65歳以上で独居である。1世帯あたりの平均人数は2.24人であり、家庭の場合は2.83人である。
町内の住民は22.8%が18歳未満の未成年、18歳以上24歳以下が7.2%、25歳以上44歳以下が22.7%、45歳以上64歳以下が26.5%、及び65歳以上が20.8%にわたっている。中央値年齢は43歳である。女性100人ごとに対して男性は89.5人いて、18歳以上の女性100人ごとに対して男性は88.8人いる。
この町の世帯ごとの平均的な収入は35,208米ドルであり、家族ごとでは42,623米ドルである。男性の34,940米ドルに対して女性は20,185米ドルの平均的な収入がある。この町の一人当たりの収入 (per capita income) は19,069米ドルである。人口の8.9%及び家族の6.9%の収入は貧困線以下である。18歳未満の9.9%及び65歳以上の8.6%は貧困線以下の生活を送っている。

## メディア
ウィートランドには毎週発行のプラット郡レコード・タイムズがあり、それが郡唯一の公式新聞となっている。レコード・タイムズはプラット郡全域のニュースをカバーしており、2008年7月現在でおよそ1,100人の契約者がいる。また、非公式の新聞としてはウィーターヴィル・ニュースがあり、同郡のグレンドとガーンジーからもオンライン出版しており全域をカバーしている。

## ウィートランドにゆかりのある人物
- エドワード・ブライアント - この町の学校に通ったSF・空想作家。
- ジム・ガーインジャー - この町で生まれた元ワイオミング州知事。
- フロイド・シャーマン - ウィートランド郊外に生まれた有名な彫刻家。
- ハロルド・ヘルバウム - 元ワイオミング州下院議長で、引退後はチャグウォーター近郊で農場を経営した。
- フレックルズ・ブラウン - PRCA世界チャンピオンのブル・ライダー。